# Cala Aiguadolça
La cala Aiguadolça, o cala d'Aigua Dolça, és una petita platja natural situada a la badia de Tamariu, a llevant del poble de Tamariu, al municipi de Palafrugell (Baix Empordà). Envoltada de pins, s'hi arriba pel camí de ronda des de la platja de Tamariu. Orientada al sud-oest, està formada per grava de color daurat. Té una longitud de 22 metres i una amplada mitjana de 8 metres.
El nom de la platja prové d'una font homònima, ja desapareguda, que hi havia a la platja.